# Niels Koolen
Pour les articles homonymes, voir Koolen.
Niels Koolen, né le 25 mai 2001 à Vorden, est un pilote automobile néerlandais. Il est le fils du pilote de rallye-raid et homme d'affaires Kees Koolen. Il a participé au championnat de Formule 2 2024.

## Carrière

### Formule 4
À la suite de la pandémie de Covid-19 qui l'a obligée à rester en karting, Koolen rejoint la monoplace en 2022, via le championnat d'Italie de Formule 4 et le championnat d'Espagne de Formule 4. Il rejoint tout d'abord le championnat espagnol avec Monlau Racing pour l'avant-dernière épreuve du championnat et obtient une 20e place comme meilleur résultat. Il n'est cependant pas classé au championnat,. Dans le championnat italien, il participe aux deux dernières manches du championnat, bien qu'il ne participe pas à la troisième course de l'épreuve de Monza. Son meilleur résultat dans le championnat italien est une 17e position, ce qui le classe 43e du classement général.

### Formule Régionale
Le 5 janvier 2023, Niels Koolen annonce sa participation au championnat du Moyen-Orient de Formule Régionale avec Pinnacle Racing, écurie soutenue par Van Amersfoort Racing. Il n'inscrit aucun point tout au long de sa campagne et termine 31e du championnat avec une douzième place comme meilleur résultat au Koweït,.
Pour sa saison principale, il court dans le championnat d'Europe, toujours avec Van Amerfoort Racing aux côtés de Joshua Dufek et de Kas Haverkort. Durant la saison, il se fait battre par ses deux coéquipiers et n'inscrit aucun point sur l'ensemble de la saison. Il termine 33e du classement général avec comme meilleur résultat une 19e position à Imola et à Monza.

### Eurocup-3
En fin de saison, il participe au nouveau championnat d'Eurocup-3 avec GRS Team. Lors de la manche de Jerez, il termine 12e de la première course. Lors de la seconde course, il  abandonne après s'être élancé de la dix-huitième place. Il s'engage également pour la manche d'Estoril mais déclare finalement forfait pour l'ensemble du week-end. Il termine 25e du championnat sans aucun point inscrit.

### Indy Lights Series

#### 2024
Pour la saison 2024, Koolen part aux États-Unis et s'engage en Indy Lights Series, l'antichambre de l'IndyCar Series, avec HMD Motorsport. Il fait notamment équipe avec Caio Collet et Nolan Siegel,. Lors de la première course de l'Indianapolis Motor Speedway, il termine dixième. Le lendemain, il termine quatorzième de seconde course. Pour l'épreuve de Détroit, il effectue un temps de 1 min 07.1836, ce qui lui permet de partir quinzième de la course, qu'il termine treizième derrière Jamie Chadwick et Christian Bogle. A la fin de la saison, le Néerlandais se classe au 20e rang du championnat avec un total de 140 points inscrits.  

#### 2025
Le 30 octobre 2024, Chip Ganassi Racing annonce l'arrivée du Néerlandais aux côtés de Jonathan Browne pour la saison 2025.

### European Le Mans Series

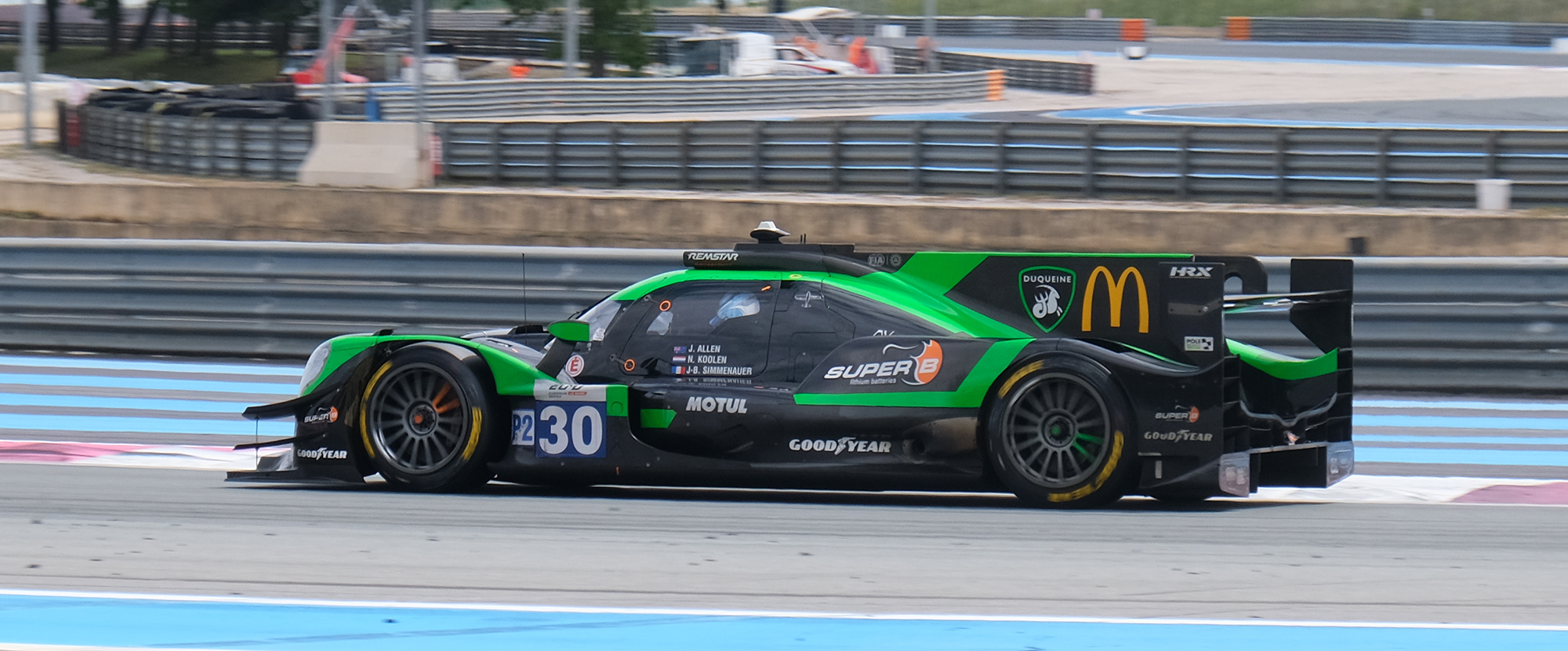
Niels Koolen en European Le Mans Series en 2024 au Castellet.

En parallèle de sa saison en Indy Lights, Koolen fait ses débuts en Endurance dans le championnat d'European Le Mans Series dans l'écurie française Duqueine Team. Ses coéquipiers sont James Allen et Jean-Baptiste Simmenauer.
Il termine onzième de la première course sur le circuit de Barcelone. Lors de l'épreuve suivante disputée sur le circuit Paul-Ricard, il se qualifie huitième de sa catégorie et termine à la sixième place,. De retour après un passage en Formule 2, il termine quatorzième de sa catégorie au Mugello.

### Formule 2 (2024)
En août 2024, quelques jours avant le week-end de Monza, AIX Racing fait appel à Koolen pour les manches de Monza et de Bakou en Formule 2 pour remplacer Taylor Barnard, qui rejoint McLaren en Formule E. Lors de la course sprint de Monza, il termine 19e de sa première course dans la catégorie. Le lendemain, il termine la course principale à la même position . Lors de la course sprint sur le circuit urbain de Bakou, le Néerlandais termine vingtième.  Le lendemain, il est contraint d'abandonner après un premier tour chaotique qui provoque cinq abandons. Le 16 septembre, PHM AIX Racing annonce que Koolen ne participera pas au reste de la saison.

## Résultats en sport automobile

### Résultats en Karting
| Saison   | Championnat                              | Equipe                      | Position |
| -------- | ---------------------------------------- | --------------------------- | -------- |
| 2016     | SKUSA SuperNationals XX — X30 Junior     | 2Wild Karting               | 54e      |
| 2017     | SKUSA SuperNationals XXI — X30 Senior    | 2Wild Karting               | 54e      |
| 2018     | IAME Euro Series — X30 Senior            | Evolution/Super B Batteries | 17e      |
| 2019     | IAME Series Benelux — X30 Senior         |                             | 33e      |
| 2019     | Championnat d'Europe de Karting FIA — OK | Team Evolution              |          |
| 2019     | IAME Euro Series — X30 Senior            | Team Evolution              | 19e      |
| 2019     | IAME Winter Cup — X30 Senior             | Team Evolution              | 16e      |
| Sources: |                                          |                             |          |

### Résultats en sport automobile
| Saison | Championnat                        | Écurie                    | Courses | Victoires | Pole positions | Meilleurs tours | Podiums | Points | Classement |
| ------ | ---------------------------------- | ------------------------- | ------- | --------- | -------------- | --------------- | ------- | ------ | ---------- |
| 2022   | Championnat d'Espagne de Formule 4 | Monlau Motorsport         | 3       | 0         | 0              | 0               | 0       | 0†     | n.c        |
| 2022   | Championnat d'Italie de Formule 4  | Monlau Motorsport         | 5       | 0         | 0              | 0               | 0       | 0      | 42e        |
| 2023   | Formule Régionale Moyen-Orient     | Pinnacle VAR              | 15      | 0         | 0              | 0               | 0       | 0      | 31e        |
| 2023   | Formule Régionale Europe           | Van Amersfoort Racing     | 18      | 0         | 0              | 0               | 0       | 0      | 36e        |
| 2023   | Eurocup-3                          | GRS Team                  | 2       | 0         | 0              | 0               | 0       | 0      | 25e        |
| 2024   | Indy Lights Series                 | HMD Motorsports           | 9       | 0         | 0              | 0               | 0       | 140    | 20e        |
| 2024   | European Le Mans Series            | Duqueine Team             | 5       | 0         | 0              | 0               | 0       | 20     | 17e        |
| 2024   | Ultimate Cup Series                | Inter Europol Competition | 1       | 0         | 0              | 0               | 1       | 15     | 17e        |
| 2024   | Formule 2                          | PHM AIX Racing            | 4       | 0         | 0              | 0               | 0       | 0      | 32e        |
| 2024   | GT World Challenge Europe          | Comtoyou Racing           | 2       | 0         | 0              | 0               | 0       | 0      | n.c        |
| 2025   | Indy Lights Series                 | Chip Ganassi Racing       | 12      | 0         | 0              | 0               | 0       | 244    | 8e         |

† Koolen étant un pilote invité, il était inéligible pour marquer des points.